# Hans Rinn (Bankmanager)

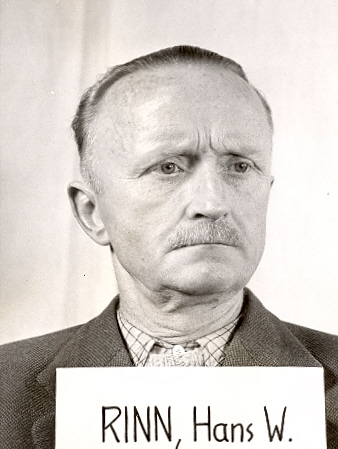
Hans Rinn als Zeuge bei den Nürnberger Prozessen.

Hans Willi Rinn (* 4. März 1899 in Heuchelheim, Oberhessen; † Februar 1993) war ein deutscher Bankmanager und Industrieller.

## Leben und Wirken

### Jugend und Zeit des Nationalsozialismus
Rinn war der Sohn eines Bauern. Er verließ das Gymnasium 1918 mit der Obersekundareife. Anschließend trat er in die Dresdner Bank ein, in der schließlich u. a. eine Abteilung im Filialbüro übernahm.
1931 wechselte Rinn in die Berliner Zentrale der Dresdner Bank, in der er von Herbst 1933 bis Ende 1934 als Assistent von Carl Goetz fungierte. Ende 1934 wurde er zum Leiter (Direktorialabteilungsleiter) der Konsortialabteilung (Konsortialbüro) ernannt. Von Februar 1939 bis zum Ende des Zweiten Weltkriegs leitete Rinn dann die Börsenabteilung (Börsenchef) der Dresdner Bank. Seit Frühjahr 1935 hatte Rinn den Rang eines stellvertretenden Direktors und seit Frühjahr 1935 den eines Direktors der Dresdner Bank inne.
Am Zweiten Weltkrieg brauchte Rinn aufgrund einer Schulterverletzung nicht teilzunehmen. Am 26. Januar 1941 beantragte er die Aufnahme in die NSDAP und wurde zum 1. April desselben Jahres aufgenommen (Mitgliedsnummer 8.291.502).

### Nachkriegszeit
Nach dem Krieg fand Rinn sein Auskommen zunächst als Direktor bei der seinem Onkel Ludwig Rinn (1870–1958) gehörenden Zigarrenfabrik Rinn & Cloos, damals Marktführer auf dem deutschen Zigarrenmarkt. Rinn brachte die Produkte der Firma per Fahrrad im Rucksack an die Kundschaft.
Nebenbei war Rinn stillschweigend weiterhin für die Dresdner Bank tätig, für die der Aktien aus dem Frankfurter Tresor seiner Bank mit dem Fahrrad bei den Filialen ablud. Da die Börsenkurse in der Britischen Besatzungszone höher waren als die in der Amerikanischen transportierte er Wochen lang Aktien der IG Farben nach Hamburg, wo er sie mit hohem Gewinn abstieß. Im Frühjahr 1946 wurde er dabei gestellt und von den Amerikanern verhaftet, die ihn wegen der illegalen Weiterführung von Führungsfunktionen der aufgelösten Dresdner Bank im Amtsgericht Gießen festhielten. Nachdem er von einem Militärgericht zu einem Jahr Haft verurteilt worden war, musste er neun Monate in der Strafanstalt Butzbach absitzen.
Kurz nach seiner Freilassung wurde Rinn erneut verhaftet und bis zum 21. Dezember 1947 als Zeuge für die Nürnberger Prozesse im Nürnberger Zeugengefängnis inhaftiert.
In der Nachkriegszeit war Rinn von 1952 bis 1964 Vorstandsvorsitzender der Hamburger Kreditbank, einem der vier Rechtsnachfolger der Dresdner Bank, die später wieder in derselben aufgingen. Daneben saß Rinn im Vorstand von zahlreichen Unternehmen. 1965 gehörte er dem Spiegel zufolge 22 Vorständen an, u. a. als Vorsitzender den Vorständen der Dortmunder Ritterbrauerei, der Dortmunder Elbschloss-Brauerei, der Glückauf-Brauerei, der Wollgarn-Fabrik Tittel und Krüger Spinnerei AG. Ferner war er Mitglied des Vorstandes der Bank für Industrie und Handel, der Jurid Werke GmbH, der „Nordsee“ Deutsche Hochseefischerei AG, der Phrix-Werke AG, der Ausfuhr Kredit AG, der Deutsche Erdöl AG, der Deutsche Hypothekenbank, der Dom-Brauerei Carl Funke AG, der Gewerkschaft Erdöl-Raffinerie Emsland, der Hitdorfer Brauerei AG und der Hüttenwerk Salzgitter AG. Ferner besaß Rinn ein 500 Morgen großes Gut bei Quickborn in Holstein, wo er Pferde züchtete.
Anfang der 1990er Jahre wurde festgestellt, dass Rinn mehrere Millionen seines Vermögens – u. a. in Form von Goldbarren und Krüger-Rand – nach Liechtenstein verschoben hatte.